# Zbór Kościoła Chrześcijan Baptystów w Tarnowie
Zbór Kościoła Chrześcijan Baptystów w Tarnowie – zbór Kościoła Chrześcijan Baptystów znajdujący się w Tarnowie, przy ulicy Nowy Świat 46.
Nabożeństwa odbywają się w każdą niedzielę o godzinie 10:00 i czwartek o godzinie 18:00.